# Italiaanse literatuur in de 20e eeuw
De Italiaanse literatuur in de 20e eeuw is onder te verdelen in drie periodes: een periode van 1910-1945, een tweede van 1945-1968 en een laatste van 1968-2000. Aan elk van deze periodes kunnen één of meerdere thema's gelinkt worden. Aan de hand van deze thema's zijn de verschillende Italiaanse auteurs onder te verdelen.

## Periode 1 van 1910-1945
Deze periode van de Italiaanse literatuur in de 20e eeuw is onder te verdelen in twee thema's: Het moderne subject (il soggetto moderno) en De ik en de oorlog (l'io e la guerra). 

### Het moderne subject
Het modernisme is een periode van onzekerheid en twijfel. Ook de identiteit van het moderne subject is aan twijfel onderhevig, wat kan leiden tot een identiteitscrisis.  
Schrijvers uit deze periode zijn o.a. Luigi Pirandello, Italo Svevo en Eugenio Montale.

### Het ik en de oorlog
Hoe moet een ‘ik’, een individu, zijn positie bepalen tegenover drie zeer belangrijke gebeurtenissen in de geschiedenis? Welke positie neemt een individu in tegenover het fascisme, de Eerste Wereldoorlog en de Tweede Wereldoorlog? Vooral voor intellectuelen, waaronder de schrijvers, is dit zeer lastig, want zij fungeren als rolmodellen. Ook kan hun keuze gevolgen hebben voor hun carrière. In de tijd van het fascisme moest een schrijver lid zijn van de fascistische partij om zijn werken te kunnen publiceren. Schrijvers als Giuseppe Ungaretti, Alberto Moravia, Carlo Emilio Gadda en Curzio Malaparte hadden te maken met dit dilemma.

### Vrouwelijke auteurs
In het begin van de twintigste eeuw ontstonden er twee stromingen in creatief schrijven door vrouwen. In de eerste stroming bevonden zich de schrijfsters die zich aansloten bij een culturele of literaire stijl zoals het verisme, decadentisme of het symbolisme al dan niet als bewuste keuze. Auteurs als Matilde Serao, Neëra en Grazia Deledda legden in hun boeken meer de nadruk op het regionalisme en beschreven de overgang van de oude agrarische wereld op het platteland of het veranderde leven in de stad. Zij wantrouwden de vooruitgang en waren tegen de politieke strijd en het feminisme. Deze vrouwen waren van mening dat er te veel opgeofferd werd aan de moderne tijd. De tweede stroming bestond uit schrijfsters als Sibilla Aleramo, Emma en Margherita Sarfatti die de strijd voor vrouwenrechten omarmden en gericht waren op de moderniteit. Zij kwamen grotendeels uit mondaine kringen en speelden een rol in de avant garde bewegingen van de twintigste eeuw.
De geringe vrijheid voor vrouwen aan het begin van de twintigste eeuw en de maatschappij die immers verwachtte dat vrouwen in die tijd de zorg voor de familie op zich moesten nemen, zijn factoren die ervoor gezorgd hebben dat vele vrouwelijke auteurs schreven over gevoelens van onmacht en eenzaamheid. Zij moesten handelen volgens de burgerlijke normen en waarden en tegelijkertijd voelden ze de drang om te vechten voor hun rechten. Het gevolg hiervan was dat er soms keuzes werden gemaakt, zoals een scheiding, die ervoor zorgden dat vrouwen nog verder van huis raakten. Zij raakten alles kwijt; kinderen, respect en eigendommen, omdat het Italiaanse rechtssysteem gescheiden vrouwen geen recht gaf op bijvoorbeeld de voogdij van de kinderen. Vele vrouwelijke auteurs, zoals Sibilla Aleramo, hadden daarom als doel vrouwelijke aanhangers te verwerven, zodat men gezamenlijk kon protesteren tegen het Italiaanse rechtssysteem én zo te komen tot de modernisering van de staat.

## Periode 2 van 1945-1968

### Van neorealisme naar kritisch realisme
Deze periode is een periode van wederopbouw, collectieve identiteit, en sociaal engagement, dat vooral vanuit de communistische partij gestuurd wordt. 
In de literatuur komt dit naar voren in de neorealistische verzetsromans van auteurs als Renata Viganò en Italo Calvino. De neorealistische stijl houdt in: een weergave van het dagelijks leven zoals het is, de 'gewone' mens speelt in deze werken de hoofdrol. Doel van het neorealisme is te getuigen van de gebeurtenissen in de Tweede Wereldoorlog. Het neorealisme komt ook terug in de film, Bellissima van Luchino Visconti is een belangrijk voorbeeld hiervan. Bellissima vormt het hoogtepunt van het neorealisme in de film en luidt tegelijkertijd het einde van het neorealisme in. 
De antinaturalistische literatuur van de neo-avantgarde, die op het neorealisme volgt, betoogt in navolging van Carlo Emilio Gadda dat 'chaos' de term is om de wereld mee te vatten. Dit komt naar voren in de experimentele werken van de 'kleinkinderen van Gadda'. 
De crisis van identiteit verandert in een crisis van ideologieën (neorealisme, neo-avantgarde, magisch realisme). In deze periode schrijven Antonio Gramsci, Luchino Visconti, Renata Viganò, Italo Calvino en Giorgio Bassani.

## Periode 3 van 1968-2000

### Het postmoderne subject
De periode vanaf 1968, het postmodernisme, wordt gekenmerkt door grote technologische en maatschappelijke veranderingen. Het 'einde van de moderniteit' betekent ook het einde van een individuele poetica, en van een dominante visie op de geschiedenis. Bovendien verdwijnt het verschil tussen 'hoge' en 'lage' cultuur. Enkele Italiaanse schrijvers uit deze periode: Pier Paolo Pasolini, Italo Calvino, Giorgio Bassani, Antonio Tabucchi en Niccolò Ammaniti.  